# Нерівність Мінковського
Нері́вність Мінко́вського — це нерівність трикутника для векторного простору функцій з інтегрованим {\displaystyle p}-им ступенем.

## Формулювання
Нехай {\displaystyle (X,{\mathcal {F}},\mu )} — метричний простір, і функції {\displaystyle f,g\in L^{p}(X,{\mathcal {F}},\mu )}, тобто {\displaystyle \int \limits _{X}|f|^{p}\,d\mu <\infty ,\;\int \limits _{X}|g|^{p}\,d\mu <\infty }, де {\displaystyle p\geq 1}, і інтеграл розумієтся як інтеграл Лебега.
Тоді {\displaystyle (f+g)\in L^{p}(X,{\mathcal {F}},\mu )}, а також:
{\displaystyle \left(\int \limits _{X}|f(x)+g(x)|^{p}\,\mu (dx)\right)^{1/p}\leq \left(\int \limits _{X}|f(x)|^{p}\,\mu (dx)\right)^{1/p}+\left(\int \limits _{X}|g(x)|^{p}\,\mu (dx)\right)^{1/p}}.

## Зауваження
Нерівність Мінковського показує, що в лінійному просторі {\displaystyle L^{p}(X,{\mathcal {F}},\mu )} можна ввести норму:
{\displaystyle \|f\|_{p}=\left(\;\int \limits _{x}|f(x)|^{p}\,\mu (dx)\;\right)^{1/p}},
яка перетворює його на нормований, а також і метричний простір.

## Евклідів простір
Розглянемо Евклідів простір {\displaystyle E=\mathbb {R} ^{n}} або {\displaystyle \mathbb {C} ^{n}.} {\displaystyle \ L^{p}}-норма в цьому просторі: {\displaystyle \|x\|_{p}=\left(\sum \limits _{i=1}^{n}|x_{i}|^{p}\right)^{1/p},\;x=(x_{1},\ldots ,x_{n})^{\top }},
і тоді
{\displaystyle \left(\sum \limits _{i=1}^{n}|x_{i}+y_{i}|^{p}\right)^{1/p}\leq \left(\sum \limits _{i=1}^{n}|x_{i}|^{p}\right)^{1/p}+\left(\sum \limits _{i=1}^{n}|y_{i}|^{p}\right)^{1/p},\;\forall x,y\in E}.

## Простір lp
Хай {\displaystyle X=\mathbb {N} ,\ {\mathcal {F}}=2^{\mathbb {N} },\,m} — скінченна міра на {\displaystyle \mathbb {N} }. Тоді множина всіх послідовностей {\displaystyle \{x_{n}\}_{n=1}^{\infty }}, таких що
{\displaystyle \|x\|_{p}=(\sum _{n=1}^{\infty }|x_{n}|^{p})^{1/p}<\infty },
називается {\displaystyle \ l^{p}}.
Нерівність Мінковського для цього простору має вигляд:
{\displaystyle \left(\sum \limits _{n=1}^{\infty }|x_{n}+y_{n}|^{p}\right)^{1/p}\leq \left(\sum \limits _{n=1}^{\infty }|x_{n}|^{p}\right)^{1/p}+\left(\sum \limits _{n=1}^{\infty }|y_{n}|^{p}\right)^{1/p},\;\forall x,y\in l^{p}}.

## Імовірнісний простір
Хай {\displaystyle (\Omega ,{\mathcal {F}},\mathbb {P} )} — імовірнісний простір. Тоді {\displaystyle L^{p}(\Omega ,{\mathcal {F}},\mathbb {P} )} складається з випадкових величин з кінцевим {\displaystyle p}-м моментом: {\displaystyle \mathbb {E} \left[|X|^{p}\right]<\infty }, де символ {\displaystyle \mathbb {E} } позначає математичне сподівання.
Нерівність Мінковського в цьому випадку має вигляд:
{\displaystyle \left(\mathbb {E} |X+Y|^{p}\right)^{1/p}\leq \left(\mathbb {E} |X|^{p}\right)^{1/p}+\left(\mathbb {E} |Y|^{p}\right)^{1/p}.}